# Gustave Ballister
Gustave Louis Ballister (ur. 2 października 1928 w Saint-Gilles) – belgijski szermierz, brązowy medalista mistrzostw świata.
Podczas mistrzostw świata w Sztokholmie w 1951 roku Belgowie w składzie: Gustave Ballister, Jean Henriet, François Heywaert, Ferdinand Jassogne, Marcel Van Der Auwera i Édouard Yves zdobyli brązowy medal w zawodach drużynowych. Był to jego jedyny medal wywalczony w zawodach tego cyklu.
Wystąpił na igrzyskach olimpijskich w Helsinkach w 1952 roku, gdzie był piąty w szabli drużynowej, a w zawodach indywidualnych zajął dziewiąte miejsce. Wystąpił tam również we florecie, drużynowo zajmując piąte miejsce, a indywidualnie odpadając w ćwierćfinałach. Brał też udział w igrzyskach olimpijskich w Rzymie w 1960 roku, gdzie w szabli indywidualnej odpadł w pierwszej rundzie, a drużynowo był dziewiąty.